# Vito Mercurio
Vito Mercurio (Eboli, 1948) è un violinista, arrangiatore e compositore italiano.

## Biografia
Diplomato in violino presso il Conservatorio S.Pietro a Majella di Napoli, intraprende successivamente gli studi di composizione.
Collabora come violinista con vari artisti e gruppi musicali, tra cui Roberto De Simone, Pino Daniele, Nuova Compagnia di Canto Popolare, Edoardo Bennato. È autore, compositore e arrangiatore di brani cantati e incisi da Giorgio Gaber, Al Bano e Romina Power, Fausto Leali, Roberto Murolo, Peppe Barra, Orietta Berti, Cristiano Malgioglio, Ombretta Colli, Aida Cooper, Rosanna Fratello, Mario Merola, Mersia, Milva, Rita Pavone, Lara Saint Paul, Sylvie Vartan, Iva Zanicchi e altri.
Come violinista ha partecipato a importanti rassegne e festival internazionali.

## Discografia

### Album
- 1986 - Nuovo Ensemble Mediterraneo
- 1990 - Sfonda chi tocca il fondo
- 2002 - Cristiano e Arabo (come Vito Mercurio & Famiglia d'Arte)
- 2005 - Le terre del fuoco (come Vito Mercurio & Famiglia d'Arte)
- 2010 - Pinocchio Opera
- 2011 - Burattini

### Collaborazioni
- 1976 - Roberto De Simone La gatta Cenerentola
- 1977 - Nuova Compagnia di Canto Popolare 11 mesi e 29 giorni
- 1978 - Nuova Compagnia di Canto Popolare Aggio girato lu munno
- 1979 - Friedrich Gulda Tales Of World Music
- 1981 - Nuova Compagnia di Canto Popolare Storie di Fantanasia
- 1984 - Pino Daniele Sciò
- 1991 - Cristiano Malgioglio Amiche

### Arrangiamenti e produzioni
- 1985 - F.A.S. Winner
- 1987 - Giorgio Gaber Parlami d'amore Mariù
- 1987 - Giorgio Gaber Piccoli spostamenti del cuore
- 1988 - Fausto Leali Non c'è neanche il coro
- 1988 - Ombretta Colli Una donna tutta sbagliata
- 1988 - Domenico Mattia Caffè
- 1989 - Antonio Murro 'A paura
- 1992 - Orietta Berti Da Un'Eternità, con i brani Da un'eternità e Innamoramento
- 1994 - Ombretta Colli Aiuto sono una donna di successo

## Composizioni
- 1986 - Fantanasia (nella colonna sonora di Un complicato intrigo di donne, vicoli e delitti), con Corrado Sfogli
- 1987 - Nostalgia canaglia per Al Bano e Romina Power
- 1989 - 'A paura per Antonio Murro
- 1993 - Bambini cattivi per Fausto Leali
- 1993 - Mamma che stress (scritta da Tony Martucci e Giuliano Taddei, composta con Emilio Di Stefano)
- 2001 - Viandante per Peppe Barra nel cd dal titolo Guerra
- 2002 - Viandante per Roberto Murolo nel cd dal titolo Ho sognato di cantare
- 2011 - Canzone mora per Nuova Compagnia di Canto Popolare
- 2022 - Voglio amarti per Iva Zanicchi

## Teatro
- Sinceramente Pinocchio, musical. Vito Mercurio esegue le musiche in scena dal vivo con un gruppo di musicisti.
- A volte se ne vanno, spettacolo teatrale testi di Gino Cogliandro. Vito Mercurio esegue le sue musiche in scena con un gruppo di musicisti-attori.
- Savor Mediterraneo: balletto.

## Pubblicazioni
- Le parole cantate da Eboli a Napoli, Note Di Merito Edizioni, 2006

## Festival di Sanremo
- Festival di Sanremo 1987 - Nostalgia canaglia di Al Bano e Romina Power. Brano scritto da Albano Carrisi, Romina Power, Vito Mercurio, Vito Pallavicini, Willy Molco. Il brano si è classificato al terzo posto.
- Festival di Sanremo 1988 - Mi manchi di Fausto Leali. Arrangiamento di Vito Mercurio.
- Festival di Sanremo 1989 - A paura di Antonio Murro. Brano scritto da Vito Mercurio
- Festival di Sanremo 2022 - Voglio amarti di Iva Zanicchi. Brano scritto da Italo Ianne, Vito Mercurio, Celso Valli, Emilio Di Stefano.